# Anazionalismo

Bandiera dell'anazionalismo

Anazionalismo (in esperanto  sennaciismo) è un concetto chiave nel pensiero di Eugenio Lanti, fondatore della Sennacieca Asocio Tutmonda. L'anazionalismo di Lanti combina alcune o tutte le seguenti tendenze:
1. Un antinazionalismo radicale,
2. L'universalismo,
3. L'accettazione della tendenza storica verso l'omogeneizzazione linguistica su scala mondiale, e in alcuni casi anche di uno sforzo per accelerare questa tendenza.
4. La necessità della formazione politica e di organizzazione del proletariato mondiale in conformità a tali idee.
5. L'utilità dell'esperanto come strumento di tale formazione politica.

Sebbene concepito all'interno dell'Associazione Anazionale Mondiale (Sennacieca Asocio Tutmonda) e promosso dal suo fondatore Eugenio Lanti, l'anazionalismo non è abbracciato da tale organizzazione come la sua ideologia ufficiale.